# IC 2398
IC 2398 је спирална галаксија у сазвјежђу Рак која се налази на листи објеката дубоког неба у Индекс каталогу.
Деклинација објекта је + 17° 45' 19" а ректасцензија 8h 46m 44,5s. Привидна величина (магнитуда) објекта IC 2398 износи 14,9 а фотографска магнитуда 15,7. IC 2398 је још познат и под ознакама MCG 3-23-3, CGCG 90-6, ARAK 177, NPM1G +17.0220, IRAS 08439+1756, PGC 24664.